# Donji Humac
Donji Humac je mjesto na otoku Braču, u Hrvatskoj. 
Donji Humac, jedno od najstarijih bračkih naselja, smješten je u središnjem dijelu otoka Brača, nešto manje od dva kilometra sjeverozapadno od mjesta Nerežišća čijoj općini i pripada. Spojeno je s Supetrom na sjeveru preko D113 (6 km), i s Dračevicom na zapadu s župnom cestom Ž6188 (2.5 km). 

## Povijest
Prvi se put spominje 1375. godine. U blizini naselja nalazi se špilja Kopačina, najstarije poznato čovjekovo obitavalište na Braču. Ondje su pronađeni tragovi života iz razdoblja od VIII. do III. tisućljeća pr. Kr., pa neki arheolozi smatraju da je riječ o najstarijem čovjekovu prebivalištu u Dalmaciji. Nedaleko se nalazi i crkvica Sv. Ilije koja datira iz X. stoljeća, a sagrađena je na ostacima rimskoga mauzoleja. Valja spomenuti i ranoromaničku crkvicu sv. Luke iz XI./ XII. stoljeća, pa i crkvicu Sv. Križa iz XIV./ XV. stoljeća. Župna crkva, koja je dograđivanjima i proširenjima nastala na mjestu nekadašnje crkvice Stomorice iz X. stoljeća, posvećena je svetomu Fabijanu i Sebastijanu. U njoj se čuva vrlo vrijedna freska iz XIII. stoljeća, jedna od najstarijih u južnoj Hrvatskoj, nekoć i danas veliki motiv hodočašćenja mnogih vjernika.
Od važnijih građevina stara župna Crkva svete Marije znatno se proširila prema tadašnjim baroknim koncepcijama oko 1725. Dovršena je sedamnaest godina kasnije. 1744. godine dograđen je zvonik na kojemu je protomajstor bio Ignacije Macanović
Tijekom Drugog svjetskog rata, Donji Humac je bio pošteđen razaranja, dok su okolna sela bila srušena do temelja.

## Znamenitosti
- Špilja Kopačina
- Crkva Sv. Križa sa sklopom kuća Jakšić - Martinović
- Crkva sv. Jadre kod Donjeg Humca (ruševina) i arheološko nalazište
- Kuća Cerinić
- Crkva sv. Fabijana i Sebastijana
- Crkva Gospe Karmelske
- Arheološko nalazište i crkva sv. Ilije

## Gospodarstvo
Uz naselje je nalazište cijenjenoga bračkoga bijeloga kamena, što je dijelom usmjerilo njegov razvoj. I danas je tradicija obrade kamena dobro sačuvana pa je mjesto dalo poznate kamenoklesare i kipare. Stariji stanovnici bave se poljoprivredom, uzgojem domaćih životinja i lovom, a mlađi spomenutim granama, klesarstvom, ugostiteljstvom ili gravitiraju Nerežišćima gdje često pronalaze posao u raznim poljima. Ovo se mjesto ističe po lijepim starinskim kamenim kućama i zdanjima, po sačuvanoj tradiciji i raznim pučkim običajima.

## Stanovništvo
Donji Humac 2011. imao 157 stalnih stanovnika.
Crkveni vizitatori bilježe da je Donji Humac 1645. godine imao 140 stanovnika, 1681. 130 stanovnika, a 1705. opet oko 140 stanovnika. Tek u 18. stoljeću bilježi znatniji uspon rodnosti. Tako 1708. mjesto ima 160, 1724. 196, 1738. 235, a 1764. godine 238 stanovnika.
| broj stanovnika | 233   | 333   | 384   | 455   | 506   | 540   |       | 452   | 442   | 428   | 372   | 256   | 196   | 210   | 166   | 157   | 173   |
|                 | 1857. | 1869. | 1880. | 1890. | 1900. | 1910. | 1921. | 1931. | 1948. | 1953. | 1961. | 1971. | 1981. | 1991. | 2001. | 2011. | 2021. |